# Братья-мусульмане
«Бра́тья-мусульма́не» (араб. الإخوان المسلمون‎, эль-ихуа́н эль-муслиму́н, масри الاخوان المسلمين) — международная религиозно-политическая ассоциация, признанная террористической в ряде стран. Основана в марте 1928 года проповедником Хасаном аль-Банна в Исмаилии (Египет). С 1933 года штаб-квартира организации была переведена в Каир. Хасан Аль-Банна охарактеризовал движение так: «салафийское движение, ортодоксальный путь, суфийская реальность, политическая организация, спортивная группа, научное и культурное общество, хозяйственная компания и социальная идея». После смерти Хасана аль-Банна в 1949 году, в 1950 году одним из идеологов движения стал литератор Сейид Кутб, казнённый в 1966 году. Ассоциация имеет своих приверженцев во многих странах мира. К концу Второй мировой войны насчитывала около 500 тысяч членов. Как отмечается «Жэньминь Жибао» (2013), организация имеет огромный масштаб, она пользуется довольно сильным влиянием не только в Египте, но и в Тунисе, Ливии, САР и многих других арабских странах.
Юридический статус организации неоднозначен. В одних странах она является легальной, а связанные с ней политические партии имеют места в парламентах соответствующих стран (Партия возрождения в Тунисе, Национальный конгресс в Судане (до 2019 года), Ислах в Йемене и др.). В то же время она признана террористической организацией в Бахрейне, Египте, России, Сирии, Саудовской Аравии, ОАЭ, Казахстане и Таджикистане.

## В Египте
В 1951 году известен первый контакт британской разведки с «Братьями». Согласно газете «Индепендент», после того как премьер-министр Энтони Иден заявил главе своего внешнеполитического ведомства Энтони Наттингу о желании устранить президента Египта Гамаля Абдель Насера, намеревавшегося национализировать Суэцкий канал, в 1954 году состоялись секретные переговоры британцев с «Братьями-мусульманами». В этих переговорах участвовали сотрудники МИ-6 и члены «суэцкой группы» из числа депутатов парламента от тори. После неудачного покушения членов ассоциации на президента Насера деятельность «Братьев-мусульман» в Египте была запрещена, некоторые активисты были арестованы.
С 1984 года запрещённым «Братьям-мусульманам» удаётся принимать участие в парламентских выборах. При этом отсутствие легального статуса (закон 1954 года о запрете организации до сих пор не отменён) заставляет их выступать либо по спискам зарегистрированных партий, либо в качестве «независимых» кандидатов. Например, на выборах 1984 года «Братья» выступали в блоке с либеральной партией «Новый Вафд» и провели в Народное собрание (парламент) 8 своих кандидатов. На выборах 1987 года они баллотировались уже в союзе с оппонентами «Нового Вафда» — Либерально-социалистической партией (ЛСП) и Социалистической партией труда (СПТ), объединившимися в «Исламский альянс». Кандидатам от «Братьев-мусульман» досталось 37 мест.
На выборах в парламент Египта в 2005 году кандидаты от «Братьев-мусульман», участвовавшие в выборах как независимые, получили 88 мест (20 % состава парламента), составив наибольшую по численности оппозиционную фракцию. Во время выборов в ноябре 2010 года, в связи с жёсткими мерами запугивания, предпринятыми властью, «Братья-мусульмане» получили гораздо меньший процент голосов, чем 5 лет назад. Это привело к уличным выступлениям и протестам со стороны мусульман-фундаменталистов.
Организация намеревалась активно участвовать в парламентских выборах 28 ноября и 5 декабря 2010 года, однако после первого тура выборов объявила о бойкоте второго из-за многочисленных нарушений.
4 декабря 2011 года партия одержала победу в первом туре парламентских выборов. Она набрала 40 % голосов избирателей, в первом туре парламентских выборов приняли участие 62 процента избирателей, или около 8,5 миллиона человек. Победа была одержана и во втором туре.
В июне 2012 года представитель движения Мухаммед Мурси победил на первых демократических в Египте президентских выборах.
3 июля 2013 года Мурси низложен в результате государственного переворота. Вместе с тем, действия путчистов привели к заметному росту популярности Братьев-мусульман в египетских низах.
26 июля Мурси был официально помещен под стражу в рамках проводимого прокуратурой расследования. Он был обвинен в поджоге тюрьмы и уничтожении тюремных отчётов (речь идет о побеге Мурси из тюрьмы после ареста за участие в акциях против Хосни Мубарака в 2011 году), «сотрудничестве с палестинским движением „ХАМАС“, чтобы предпринять в стране агрессивные действия»: нападения на полицейские участки и военных, «убийства некоторых заключенных, полицейских и солдат сознательно и с предварительным намерением», а также «похищения некоторых полицейских и солдат». Армия Египта дала сторонникам «Братьев-мусульман» 48 часов на присоединение к «дорожной карте» политического урегулирования в стране.
После свержения президента Мухамеда Мурси в начале июля 2013 года, десятки тысяч сторонников Мурси начали организовывать лагеря протестующих, призывая к возвращению к власти свергнутого президента. Протестующие и временное правительство оставались в противостоянии в течение шести недель, внутренние и внешние силы призывали все стороны конфликта работать в направлении демократического решения. Новое правительство несколько раз угрожало разгоном лагерей. Предполагалось, что даже был объявлен ультиматум до 14 августа; однако Исламский университет эль-Азхар отрицал, что подобное предупреждение имело место. Инициативы, принятые для попытки разрешить конфликт, в том числе усилиями арабских стран Персидского залива, ЕС и США, не дали положительных результатов перед властями государства.
Примерно в 7:00 утра 14 августа 2013 года силы безопасности Египта начали движение к двум лагерям протестующих в Каире. По данным египетского МВД, изначальный план состоял в том, чтобы постепенно приостановить протесты, отрезав линии снабжения и обеспечив безопасный выход для тех, кто решил уйти. Однако, к 8:00 утра ситуация обострилась. Силы безопасности начали использовать бронетехнику, бульдозеры, боевые патроны и слезоточивый газ против участников лагерей. Многие протестующие были расстреляны и по крайней мере один по неизвестным обстоятельствам сгорел заживо. Снайперы стреляли в тех, кто пытался бежать из лагеря. Многочисленные фотографии, распространяемые через интернет и новостные каналы, показывали оружие, включая автоматические винтовки и тысячи патронов к ним, обнаруженные в палатках протестующих после разгрома лагерей.
После сообщений о событиях в Каире несогласные люди вышли на улицы. По стране прокатилась волна насилия в адрес представителей власти: в Гизе, например, разъярённая толпа напала на полицейский участок. Всего был атакован, согласно информации МВД Египта, 21 участок. На юге Египта были сожжены от двух до семи коптских церквей. В результате христианские активисты обвинили сторонников Мурси в ведении «войны возмездия против коптов в Египте». По данным правительства, сторонники «Братьев-мусульман» атаковали правительственные органы в нескольких провинциях. Временное правительство ввело чрезвычайное положение сроком на один месяц.
20 августа 2013 года лидер египетских «Братьев-мусульман» Мохаммед Бади был арестован военными.
23 сентября 2013 года египетский суд (в дополнение к закону о запрете организации от 1954 года) запретил любую деятельность «Братьев-мусульман».
24 декабря 2013 года Правительство Египта объявило партию террористической.

## В Иордании
Уже в середине 1980-х годов, во времена правления короля Иордании Хуссейна, братья-мусульмане проявляли политическую активность в Иордании. Однако, их влияние оставалось ограниченным в силу ряда причин. В 2011 году братья-мусульмане выдвинули ряд предложений по реформированию политической системы в Иордании. Глава этой организации, Хамсе Мансур, в частности, потребовал, чтобы премьер-министр страны выдвигался доминирующей парламентской фракцией, а не назначался королём. Он также потребовал, чтобы депутаты верхней палаты парламента избирались народом, а не назначались королём. Ответ на предложения остаётся неизвестен.

## В Сирии
В Сирии «Братья-мусульмане» и другие фундаменталисты с середины 1970-х гг. активизировали антиправительственную пропаганду и вооружённую борьбу, опираясь на недовольных экономической политикой и секуляризмом светской партии «Ба́ас». Экстремисты стремились к утверждению исламского порядка и созданию объединения исламских государств. В конце 1970-х гг. появляется «Боевой авангард». В нач. 1980-х гг. на выездном съезде «Братьев-мусульман» в ФРГ к руководству в организации приходит экстремистское крыло во главе с Саидом Хавва, Аднаном Саид эд-Дином, Али эль-Баянуни. Весной 1981 происходит очередной раскол: «политическое» и «боевое» («эт-талиат эль-мукатила», сражающийся (боевой) авангард) крылья размежевались организационно. Глава последней Аднан Окла выступил против существующего руководства «Братьев-мусульман», проводившего политику сотрудничества с другими антиправительственными группировками, что вынуждало отказаться от некоторых принципиальных положений программы «Братьев-мусульман». Начались кампании террора. Главные их объекты — алавиты, высшие чиновники госаппарата, агенты безопасности. В период апогея борьбы проходила «охота» на всех, сколько-нибудь связанных с правительством. В феврале 1977 г. был убит ректор Дамасского университета Мохаммед Фадель, в апреле 1978 г. — убит генеральный прокурор Дамаска Адель Мини. С 1979 г. кампания террора активизируется, что связано с успехом исламской революции в Иране. 16 июня 1979 г. расстреляны курсанты артиллерийского училища в Алеппо, из которых 80 убито. В августе 1979 г. в Латакии неизвестными убит суннитский шейх, в ответ на это 30 августа 1979 г. там же «Братьями-мусульманами» убиты 2 алавита, что вызвало столкновения, в которых погибло 20 человек. Осенью 1979 г. арестован вице-председатель «Братьев-мусульман» Хусни Махмуд Абу, член организации с 1965 г. Экстремисты проводят взрывы в Дамаске у зданий Бааса, убивают Ибрагима Нааме. С осени 1979 г. теракты проводились почти ежедневно. За год после расстрела курсантов в Алеппо погибли сотни человек.
В результате предпринятых мер полицией были арестованы некоторые лидеры братьев-мусульман: Хусни Абдо, Зухер Заплуту, убит Абдес-Саттар эз-Заим (лидер в Хаме), но активность террористов почти не снизилась. 31 января 1980 г. убит шейх Мохаммед эш-Шами, на следующий день в Дамаске — шейх Салех Окле. В 1981 г. начали взрывать автомобили, начинённые взрывчаткой. 29 ноября 1981 г. такой взрыв был произведён около армейского призывного пункта в Эль-Азбакии (Дамаск) и унёс жизни 90 человек (135 ранены). «Братья-мусульмане» организовали выступления в Алеппо в 1980—1981 гг.
Восстание 2 февраля 1982 г. в Хаме на севере Сирии стало апогеем борьбы «Братьев-мусульман» за власть. Восстание было подавлено 8-тысячной армией под командованием брата президента Рифата Асада при поддержке ВВС и танковых подразделений. Более 25 тыс. человек были убиты во время вооружённых столкновений. Во время восстания была разрушена Великая мечеть Хамы, которая была позднее реконструирована.
После подавления восстания правительственными войсками деятельность террористов сошла на нет. В 1985 г. Аднан Окла и остатки его группы сдались властям. С началом продвигаемой по социальным сетям «Арабской весны» 2011 года «Братья-мусульмане» активно участвовали в антиправительственной борьбе. С 2014 года основной группировкой организации в Сирии стал «Фейлак эш-Шем» («Корпус Леванта»).

## В Палестине
Отделением «Братьев-мусульман» в Палестине является Исламское движение сопротивления (ХАМАС).

## Саудовская Аравия
«Братья-мусульмане» критически относятся к королевской династии Саудовской Аравии и неоднократно заявляли, что саудовские принцы-пьяницы — яркий пример морального разложения, охватившего страны Персидского залива.

## В России
Решением Верховного Суда Российской Федерации от 14 февраля 2003 организация «Братья-мусульмане» признана террористической и деятельность её на территории Российской Федерации запрещена. В решении суда говорится следующее:

«Братья-мусульмане» («Аль-Ихван аль-Муслимун») — организация, в основу деятельности которой положены идеи основных её теоретиков и лидеров Хассана аль-Банны и Сейида Кутба. Цель — устранение неисламских правительств и установление исламского правления во всемирном масштабе путём воссоздания «Великого исламского халифата» первоначально в регионах с преимущественно мусульманским населением, включая Россию и страны СНГ. В ряде государств Ближнего Востока запрещена законом (САР). Основные формы деятельности: исламистская пропаганда, активная вербовка сторонников в мечетях, вооружённый джихад, не ограниченный территориальными рамками.